# جزیره چسبیده به خشکی

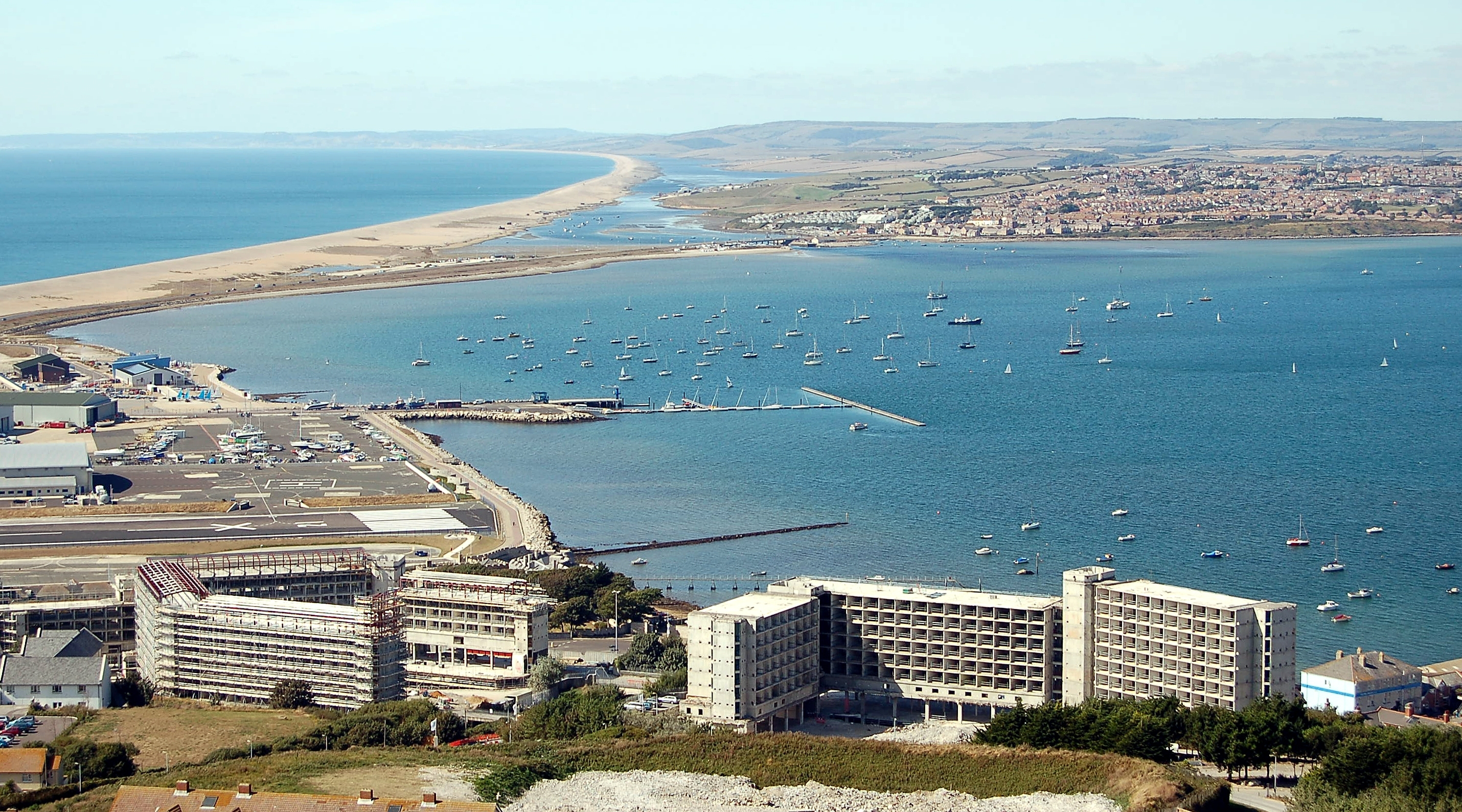
نمایی از جزیره پورتلند به سوی سرزمین اصلی بریتانیای کبیر. ساحل چسیل در سمت چپ جزیره گره‌دار را به سرزمین اصلی متصل می‌کند

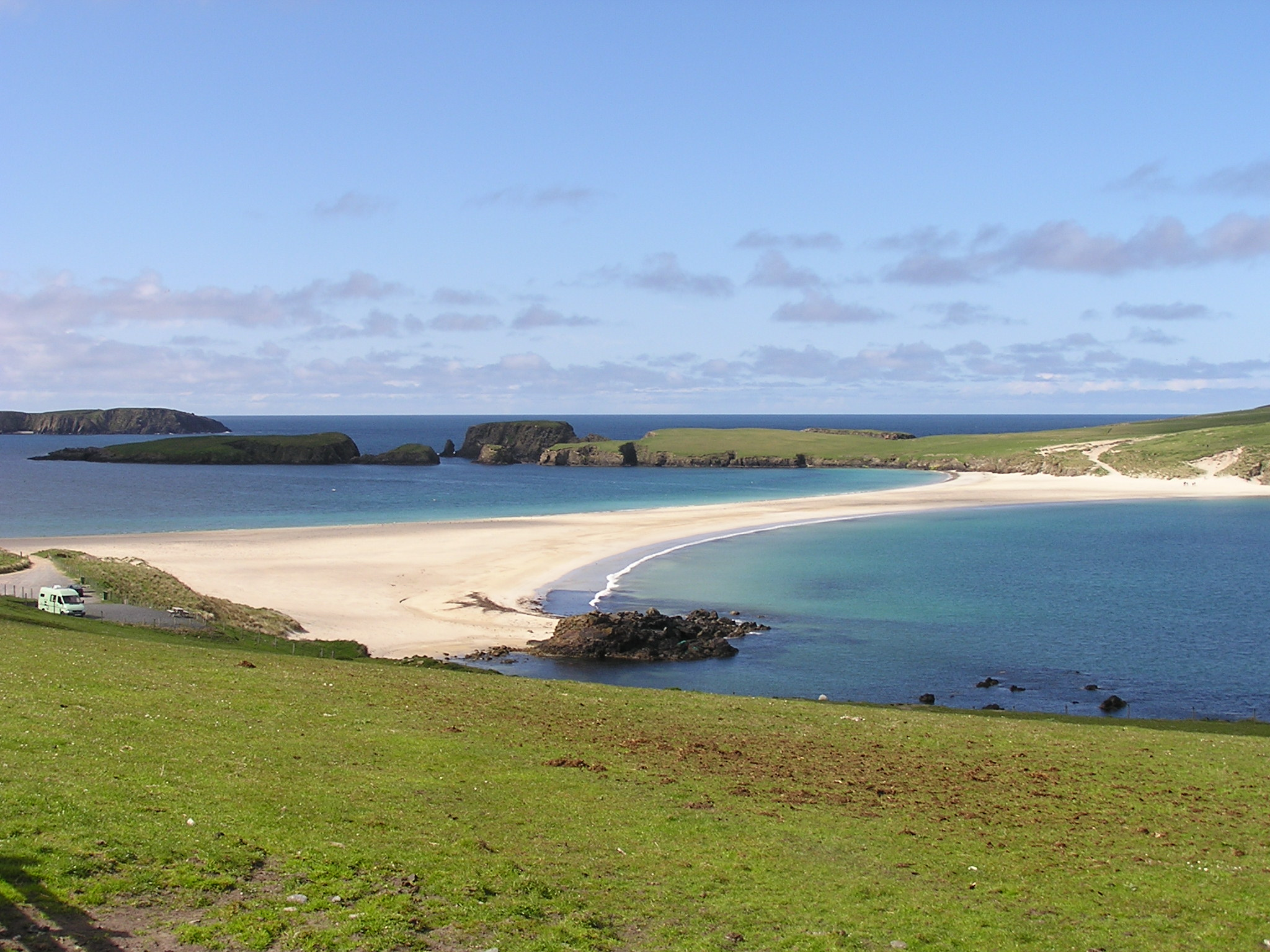
جزیره سنت نینیان، جزیره‌ای گره‌دار در تمام مدت کشند به جز بالاترین کشند

جزیره چسبیده به خشکی یا جزیره گره‌دار (به انگلیسی: Tied island)، زمین‌چهرهای خشکی متشکل از جزیره‌ای هستند که تنها توسط یک تومبولو به سرزمین اصلی یا جزیره دیگری می‌پیوندند: زبانه ساحلی از مواد ساحلی که در هر دو انتها به خشکی چسبیده‌است. جزیره سنت نینیان در جزایر شتلند در سواحل شمالی اسکاتلند یک نمونه است زیرا زمانی جزیره بوده‌است اما اکنون به سرزمین اصلی چسبیده‌است. نمونه‌های دیگر عبارتند از جزیره موری، واشینگتن، در پیوجت ساند، کورونادو، کالیفرنیا. و ناهانت، ماساچوست در ایالات متحده؛ بارنجوی، نیو ساوت ولز، در استرالیا؛ جزیره پاراتوتا، در نیوزیلند؛ کوه هاکوداته ژاپن، Howth Head، در ایرلند؛ جزیره Wedge، در غرب استرالیا؛ Cheung Chau، در هنگ کنگ و جزیره Davaar، کمپبل‌تاون، اسکاتلند.